# Edward Gibbon
Edward Gibbon (8. května 1737 v Putney u Londýna, Anglie – 16. ledna 1794, Londýn) byl jeden z nejvýznamnějších britských historiků. Zabýval se hlavně dějinami římské říše a jeho hlavní dílo Úpadek a pád římské říše patří dodnes ke klasickým.

## Život a dílo
Narodil se v zámožné rodině, měl slabé zdraví a už v sedmi letech ztratil matku. Roku 1752 odešel studovat do Oxfordu, kde především neuvěřitelně mnoho přečetl a pod vlivem spisů francouzských jezuitů a Bossueta přestoupil 1753 na katolictví. To způsobilo skandál, musel Oxford opustit a otec jej poslal do švýcarské Lausanne ke kalvinistickému faráři, který dosáhl jeho návratu k protestantismu. Ve skutečnosti se však s křesťanstvím úplně rozešel a patřil pak k jeho velkým kritikům. V Lausanne opět hojně četl, hlavně antické a francouzské autory, a setkal se také s francouzským racionalismem. Roku 1757 mu otec zakázal sňatek se Curchaudovou a o rok později se – když zůstal po celý život svobodný – vrátil zpět do Anglie.
V letech 1760–1762 sloužil v místní milici, ale věnoval se hlavně četbě a napsal své prvotiny ve francouzštině. Roku 1763 cestoval do Paříže, kde se setkal s Denisem Diderotem a Jeanem le Rondem d'Alembertem a pak odjel do Říma, který na něho udělal nesmírný dojem. Tam se také konečně rozhodl, že napíše dějiny úpadku římské říše. Po smrti svého otce 1770 se odstěhoval do Londýna a jako šlechtic se zúčastnil několika zasedání parlamentu, věnoval se však stále starověkému Římu. 1776 vyšel první díl Úpadku a pádu římské říše, který vyvolal senzaci a silné polemiky. Do roku 1788 vyšlo všech šest svazků a Edward Gibbon se stal slavným mužem. Od roku 1783 žil opět v Lausanne a po návratu do Anglie 1793 brzy zemřel.

## Úpadek a pád římské říše
Jeho hlavní dílo je výsledek mnohaleté práce i obrovské erudice a vyniká také ironickým stylem, silně ovlivněným Voltairem.
| „             | Pomsta je výnosná, vděčnost nákladná. | “ |
| — Úpadek I.11 |                                       |   |

| „             | Bouře a vlny jsou vždy na straně lepších námořníků. | “ |
| — Úpadek I.68 |                                                     |   |

Hlavní Gibbonova teze říká, že o úpadek Říma se přičinila především postupná ztráta občanských hodnot obyvatel a jejich zpohodlnění. Dříve stmelující povinnosti jako obrana státu byly přenechány žoldnéřům barbarského původu, kterých postupně přibývalo, až získali nad Římany převahu. Na pádu Říma se podílelo i křesťanství, jež klade důraz na posmrtný život a oslabuje tak zájem o aktuální světské dění; opomenout nelze ani vpád Germánů. Úpadek byl ještě hlubší ve východní říši (pro niž Gibbon zavedl název „byzantská“), která podle něho už nemá s Římem nic společného. Jisté sympatie však měl pro středověkou říši.
| „            | Antonius rozšířil řád a pokoj po veliké části země. Jeho vláda se vyznačuje vzácnou předností, že skýtá jen málo látky pro historii, což je ostatně jen sotva víc než soupis zločinů, šíleností a neštěstí lidstva. | “ |
| — Úpadek I.3 | |   |

Jeho skeptické názory se silně rozšířily a dodnes ovlivňují obecné povědomí o starověkém Římě, zejména v anglicky mluvících zemích. Současní historikové je však nemohou přijmout. On sám byl zcela odkázán na antické psané prameny, vědecká archeologie v jeho době ještě vůbec neexistovala a on také nevěnoval žádnou pozornost společenským a hospodářským poměrům té doby.

## Další díla
Kromě toho napsal také několik studií ke starším dějinám, shromáždil množství materiálu k politickým dějinám švýcarské republiky, k dějinám Medicejů, zanechal po sobě bohatou korespondenci a velmi rozsáhlé deníky.